# Perfecto

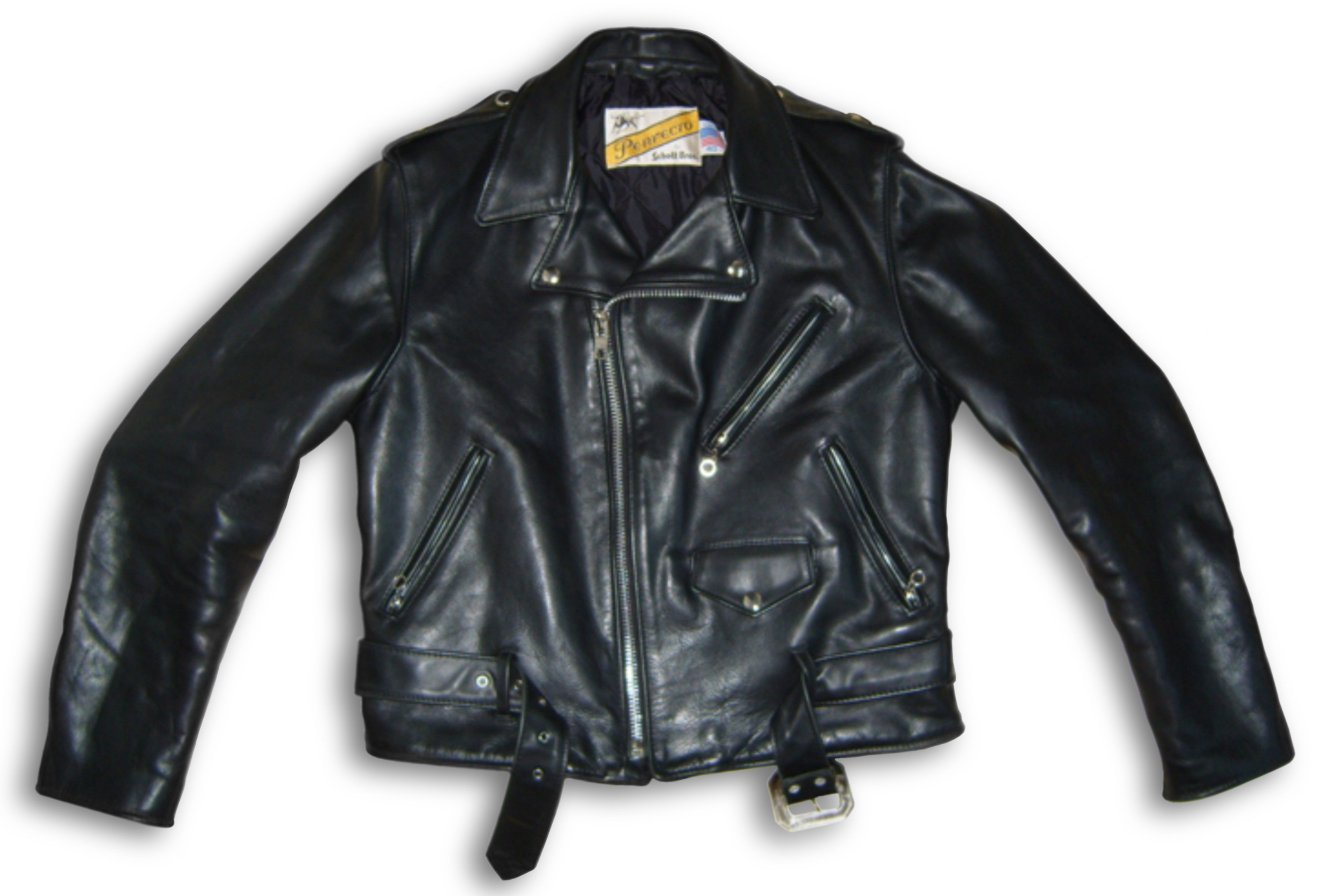
Un blouson de motard Perfecto Schott 613.

Le Perfecto est un blouson en cuir de cheval, créé en 1928 par Irving Schott (Schott bros. Inc, États-Unis) pour les motards et associé à l'image du blouson noir.

## Origine

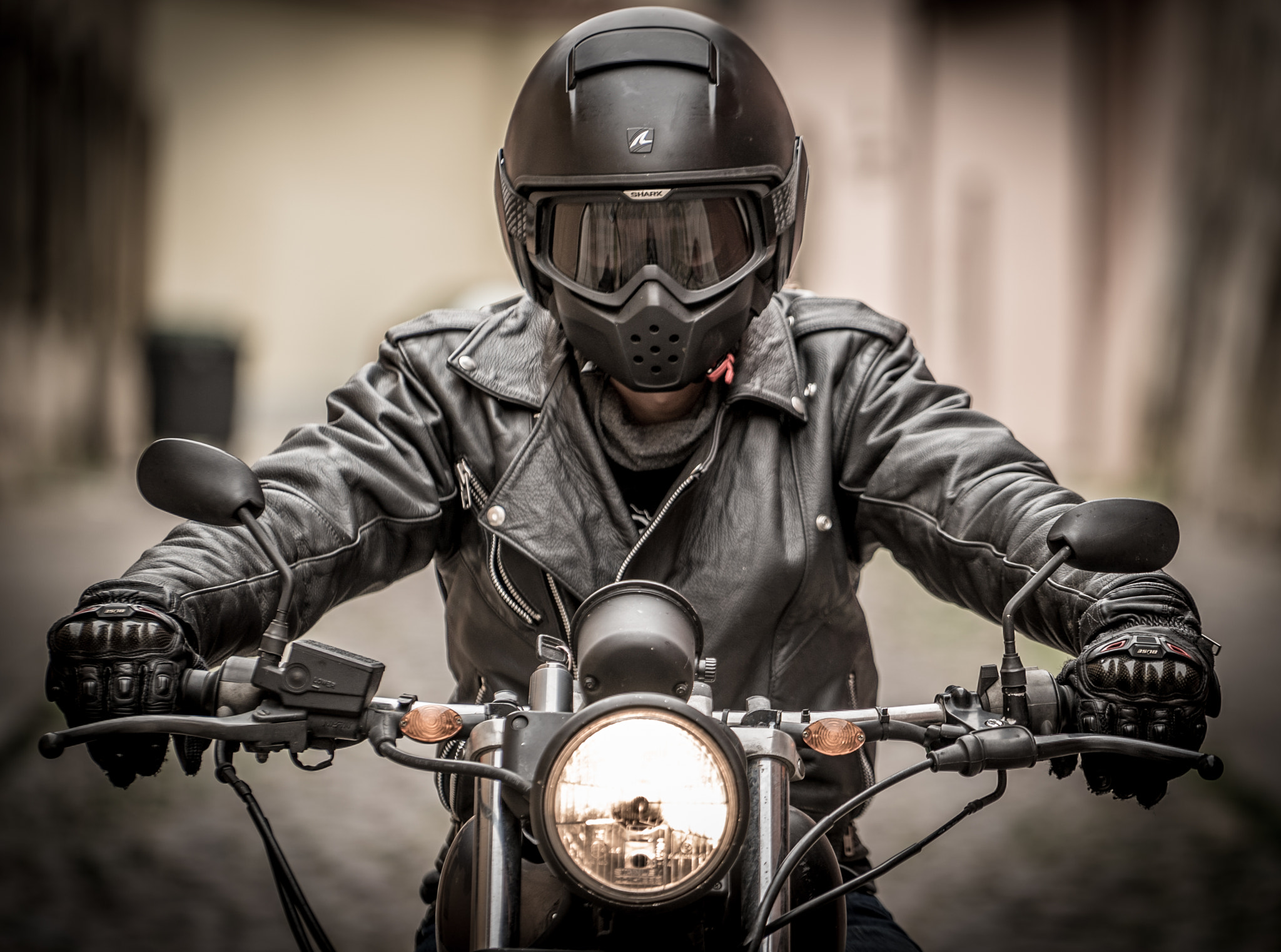
Motard en Perfecto.

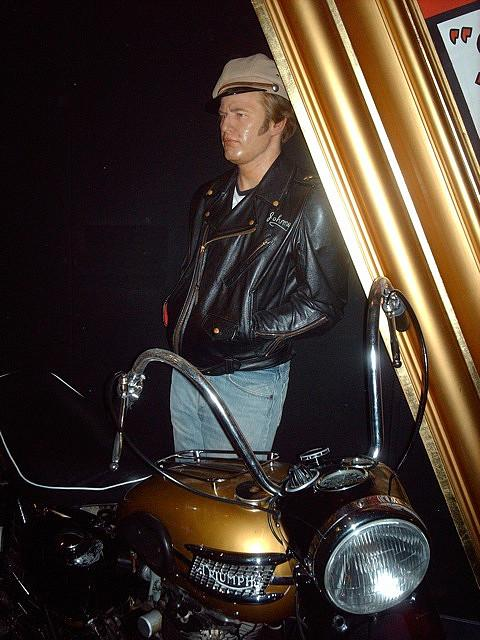
Statue de cire de Marlon Brando tel que dans L'Équipée sauvage, film de 1953 qui contribua à cristalliser l'image du motard rebelle en blouson noir.

Le modèle est créé en 1928 aux États-Unis par la firme Schott qui est propriétaire de la marque déposée Perfecto. Le modèle est le fruit d'une commande d'un concessionnaire Harley-Davidson désirant un blouson résistant pour le motard en cas de chute. Il est à l'époque vendu 5,50 $ par ce détaillant.
Il possède une coupe spécifique :
- une fermeture croisée à fermeture à glissière décalée sur le devant, doublant ainsi l'épaisseur de cuir pour mieux protéger le torse ;
- des pressions permettent de rabattre le col pour éviter qu'il ne batte dans le vent ;
- des poignets zippés afin d'être resserrés et éviter les entrées d'air ;
- une ceinture, dans le même cuir que le blouson, assurant un ajustement à la taille et fixée au dos par un empiècement maintenant le blouson sur les reins.

À l'origine, il était fabriqué uniquement en cuir de cheval. Aujourd'hui, le Perfecto existe toujours en cuir de cheval mais l'essentiel de la production est réalisée en taureau (steerhide) et en vachette.
La firme Schott a développé plusieurs variantes du Perfecto dont les plus connues sont le 618 et le 613, ce dernier étant pourvu d'une étoile à cinq branches en métal chromé, rivetée sur chaque patte d'épaule, justifiant son appellation « One star ».
Son nom d'origine espagnole lui vient des cigares cubains Perfecto que fumait Irving Schott.

## Utilisation
Généralement très résistants, les Perfecto ont d'abord été utilisés comme protection par les motards, avant de devenir un des éléments de l'uniforme du rocker (souvent recouvert de badges dans les années 1980) dans les années 1950 et début 1960 avec les Blousons noirs, sous l'influence d'acteurs comme Marlon Brando (L'Équipée sauvage, 1953), Michael Paré ou encore James Dean. Mais l'un des premiers acteurs à porter un tel blouson en public fut Clark Gable en 1934 avec son Ariel. Symbole du « rebelle » ou de l'« insurgé » dans l'Amérique puritaine des années 1950, il est alors interdit dans de nombreuses écoles américaines et britanniques.
Dans les années 1970, avec l'explosion du mouvement punk, le Perfecto se répand à nouveau, par l'intermédiaire de groupes comme les Sex Pistols, les Ramones ou encore le turbulent Sid Vicious, souvent modifié à la sauce DIY : ajout de clous, chaînes, badges et peintures à l'effigie de groupes ou porteurs de messages revendicatifs. Il est encore au cinéma dans les années 1980, par exemple dans le film Terminator.

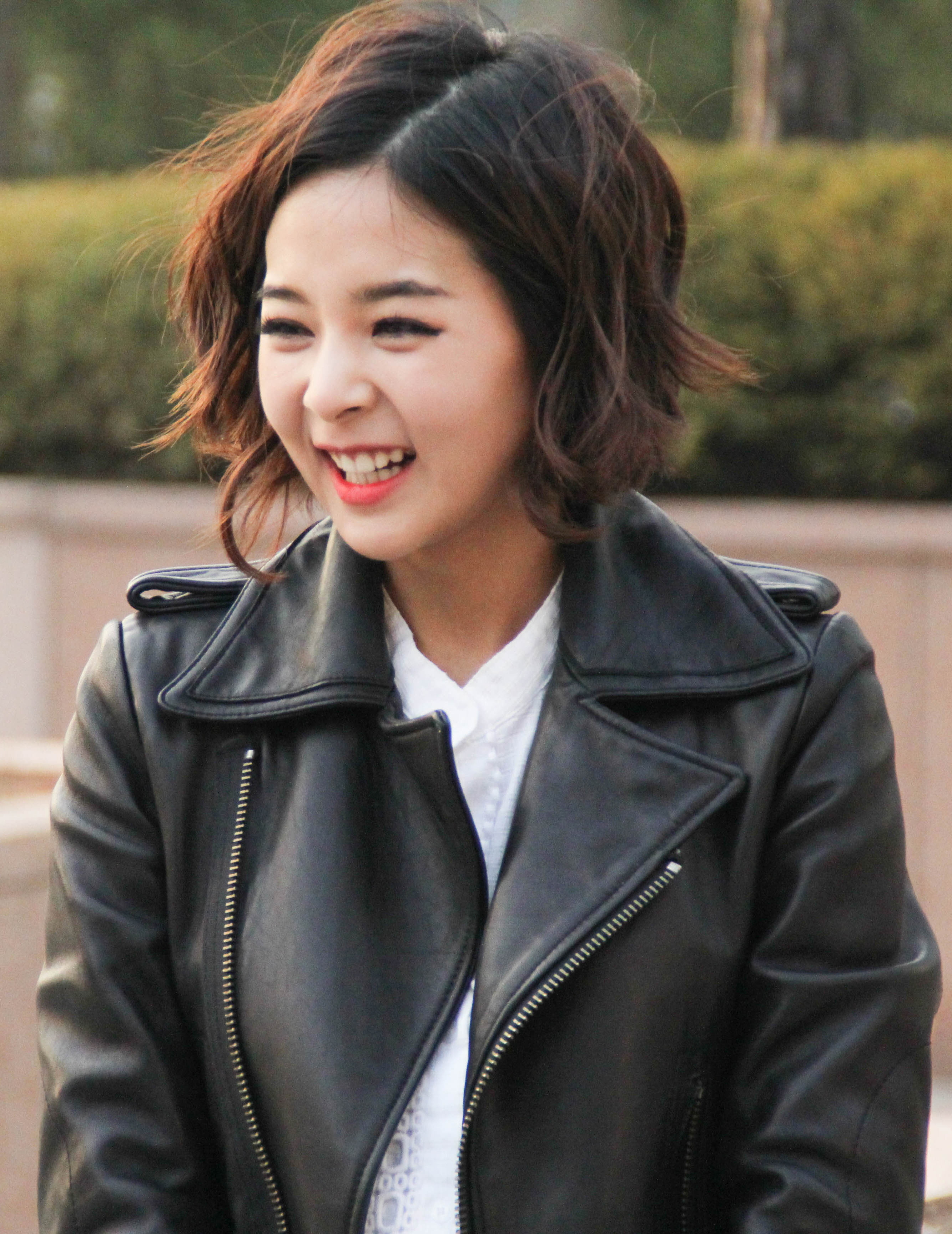
Modèle féminin moderne.

Le Perfecto entre dans l'univers de la mode en 1991, lorsque le photographe Peter Lindbergh réalise une série de clichés pour Vogue, montrant les mannequins stars de l'époque (Cindy Crawford, Helena Christensen, Linda Evangelista, Claudia Schiffer et Naomi Campbell) avec le blouson. En 2005, le rockeur Pete Doherty et sa compagne Kate Moss participent à un regain de popularité du Perfecto, porté désormais avec un T-shirt et un jean slim, amenant des marques comme Zadig & Voltaire, Caroll ou encore Gérard Darel à l'intégrer à leurs collections. En 2013, le styliste Hedi Slimane le reprend pour la maison de couture YSL,.

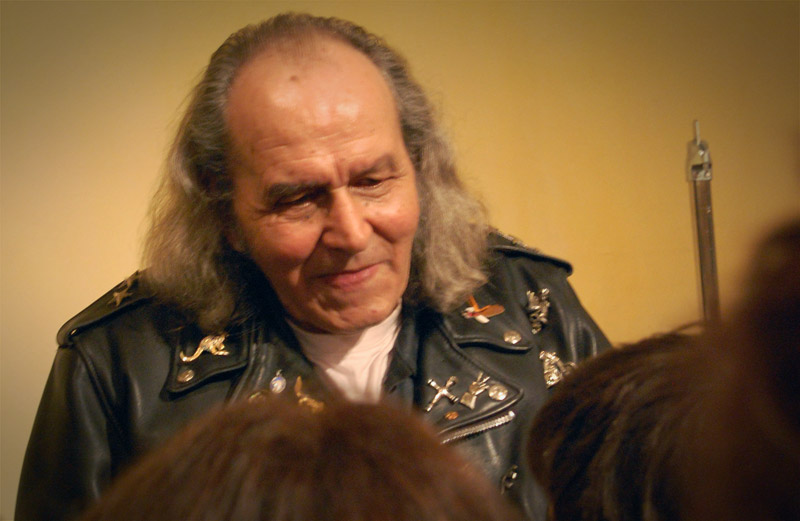
Père Guy Gilbert en 2009, vêtu de son célèbre perfecto.

Le Perfecto a été la « marque de fabrique » des religieux Guy Gilbert et Mère Sofia.